# Рикардо Са Пинто
Рикардо Мануел Андраде е Силва Са Пинто (не „Са Пинту“, порт. Ricardo Manuel de Andrade da Silva Sá Pinto; рођен 10. октобра 1972) бивши је португалски фудбалер а садашњи фудбалски тренер. Тренутно је шеф стручног штаба кипарског АПОЕЛ-а.
Био је познат по борбеном духу, што најбоље показује надимак који су му дали навијачи Спортинга - „Рикардо Лавље срце“. У каријери, која је била прекидана због повреда и суспензија, одиграо је 230 утакмица у Првој лиги Португалије и постигао 51 гол. Две године је играо и у Шпанији.
Са Пинто је са репрезентацијом Португалије учествовао на два Европска првенства (1996, 2000), стигавши притом до полуфинала на Европском првенству 2000. године.

## Клупска каријера
Сениорску каријеру је почео у екипи Салгеироша. Дебитантски наступ у португалској Првој лиги је имао 30. августа 1992. у поразу на гостовању Фаренсеу.
Од сезоне 1994/95. је заиграо за Спортинг из Лисабона. Добрим партијама је привукао пажњу шпанског прволигаша Реал Сосиједада, у који прелази 1997. године. Постигао је гол на првом наступу за свој нови клуб и донео му реми против Реал Овиједа, 3:3, 30. августа 1998. године. У екипи Реал Сосиједада је провео три године, мада једну сезону није наступао због суспензије. У шпанској Примери је одиграо 70 утакмица уз шест постигнутих голова.
Лета 2000. године се вратио у Спортинг. Провео је наредних шест сезона у Спортингу, стигао је и до капитенске траке али је имао и доста проблема са повредама. У сезони 2006/07. придружио се репрезентативном саиграчу Сержију Консеисау у Стандарду из Лијежа. Играчку каријеру је завршио 2007. године, са непуних 35 година.

## Репрезентација
Са младом репрезентацијом Португалије је стигао до финала Европског првенства за фудбалере до 21 године које се играло 1994. године у Француској.
За сениорску репрезентацију Португалије је одиграо 45 утакмица и постигао девет голова. Дебитовао је 7. септембра 1994. године против Северне Ирске у Белфасту. Тада је дао други гол у победи своје селекције од 2:1.
Играо је на Европском првенству 1996. године, где је у групној фази такмичења донео изједначење од 1:1 против Данске. Играо је и на Европском првенству 2000. у Белгији и Холандији, где је Португалија стигала до полуфинала. Постигао је шест голова у квалификацијама за ЕУРО 2000, укључујући и хет-трик у победи 8:0 над Лихтенштајном.
Због вређања селектора Артура Хорхеа, 26. марта 1997. године, јер није изабран за утакмицу, добио је забрану играња од годину дана у свим домаћим и међународним такмичењима.
Последњу утакмицу у дресу репрезентације је одиграо 6. јуна 2001. у победи 6:0 над Кипром у квалификацијама за Светско првенство 2002. године. Због повреде није учествовао на Мундијалу у Јапану и Јужној Кореји.

### Голови за репрезентацију
| #  | Датум              | Место                 | Противник   | Гол | Резултат | Такмичење                                          |
| -- | ------------------ | --------------------- | ----------- | --- | -------- | -------------------------------------------------- |
| 1. | 9. јун 1996.       | Шефилд, Енглеска      | Данска      | 1-1 | 1-1      | Европско првенство у фудбалу 1996.                 |
| 2. | 6. септембар 1998. | Будимпешта, Мађарска  | Мађарска    | 1-1 | 1-3      | Квалификације за Европско првенство 2000.          |
| 3. | 6. септембар 1998. | Будимпешта, Мађарска  | Мађарска    | 1-2 | 1-3      | Квалификације за Европско првенство 2000.          |
| 4. | 26. март 1999.     | Гимараис, Португалија | Азербејџан  | 1-0 | 7-0      | Квалификације за Европско првенство 2000.          |
| 5. | 9. јун 1999.       | Коимбра, Португалија  | Лихтенштајн | 1-0 | 8-0      | Квалификације за Европско првенство 2000.          |
| 6. | 9. јун 1999.       | Коимбра, Португалија  | Лихтенштајн | 3-0 | 8-0      | Квалификације за Европско првенство 2000.          |
| 7. | 23. фебруар 2000.  | Шарлроа, Белгија      | Белгија     | 1-1 | 1-1      | Пријатељска                                        |
| 8. | 2. јун 2000.       | Шавес, Португалија    | Велс        | 2-0 | 3-0      | Пријатељска                                        |
| 9. | 3. септембар 2000. | Талин, Естонија       | Естонија    | 0-3 | 1-3      | Квалификације за Европско првенство у фудбалу 2002 |

## Тренерска каријера
У новембру 2009. године се вратио у Спортинг, где је заменио бившег саиграча Педра Барбосу на месту спортског директора, који је са тренером Паулом Бентом добио отказ због лоших резултата. Након физичког сукоба са играчем Лидсоном, 21. јануара 2010. године, после победе од 4:3 код куће у Купу Португалије, поднео је оставку. Током 2010. године почиње тренерску каријеру као асистент Педру Каиксињу у Леирији.
Дана 13. фебруара 2012. године је постављен за тренера Спортинга из Лисабона, уместо Домингоша Пасијенсије. И поред тога што је Спортинг завршио као четврти у португалској Првој лиги и што је изгубио финале Купа Португалије, Са Пинто је 25. маја 2012. године потписао нови двогодишњи уговор са клубом. После пораза од 0:3 на гостовању Видеотону, 4. октобра 2012, у групној фази Лиге Европе, напустио је своје дужности у клубу.
Дана 18. марта 2013. године, Са Пинто је постављен за тренера Црвене звезде. Потписао је уговор на годину дана и три месеца са могућношћу продужења сарадње на још годину дана. Наследио је Александра Јанковића, у тренутку када је екипа заостајала 11 бодова за Партизаном. Под његовим вођством клуб је "везао" осам победа и дошао на само два бода заостатка у односу на вечитог ривала. Ипак, 18. маја 2013, у 144. вечитом дербију, Звезда је изгубила од Партизана са 1:0 након чега је шесту годину заредом остала без титуле државног првака. Са Пинто је 13. јуна 2013. поднео оставку на место тренера Црвене звезде.
У јуну 2017. је постављен за тренера Стандарда из Лијежа. У марту 2018, Стандард је освојио Куп Белгије победом над Генком после продужетака - 1:0. То је био први трофеј Са Пинта у тренерској каријери. Стандард је сезону 2017/18. завршио на другом месту првенства Белгије, иза Брижа, па је тако изборен пласман у квалификације за Лигу шампиона. У мају 2018. године, Са Пинто је поднео оставку на место тренера Стандарда.
У августу 2018. је постављен за тренера Легије из Варшаве. Са пољским клубом је потписао уговор на три године. Водио је Легију до 1. априла 2019. када је смењен након високог пораза (0:4) од Висле у Кракову. Са Пинто је током сезоне 2018/19. предводио Легију на 28 утакмица, уз учинак од 15 победа, седам ремија и шест пораза. Испао је и из пољског купа у четвртфиналу од Ракова у продужецима.
Почетком јула 2019. је постављен за тренера португалске Браге. Са Пинто је са Брагом прошао групну фазу Лиге Европе али је након првог дела сезоне био на 8. месту португалског првенства због чега му је уручен отказ 23. децембра 2020. године.
Средином октобра 2020. је постављен за тренера Васко да Гаме. Португалац је са бразилским клубом потписао уговор до краја тамошње Серије А. Према одредбама уговора обавезао се да на клупи седи до 24. фебруара 2021, кад се завршава првенство. На тренерској клупи бразилског клуба је био до 29. децембра 2020. када је добио отказ. Са Пинто је на клупи Васко да Гаме остварио само три победе у 15 мечева. Затекао је екипу када је била на 13. месту на табели а по његовом одласку клуб је био на 17. месту првенствене лествице.

## Успеси

### Играчки

#### Спортинг Лисабон
- Првенство Португалије (1) : 2001/02.
- Куп Португалије (2) : 1994/95, 2001/02.
- Суперкуп Португалије (2) : 1995, 2000.
- Куп УЕФА : финале 2004/05.

#### Репрезентација Португала
- Европско првенство до 21 : финале 1994.

### Тренерски

#### Спортинг Лисабон
- Куп Португалије : финале 2011/12.

#### Стандард Лијеж
- Куп Белгије (1) : 2017/18.

#### Естеглал
- Суперкуп Ирана (1) : 2022.
- Куп Ирана : финале 2022/23.

#### АПОЕЛ
- Првенство Кипра (1) : 2023/24.